# Stínové pletení

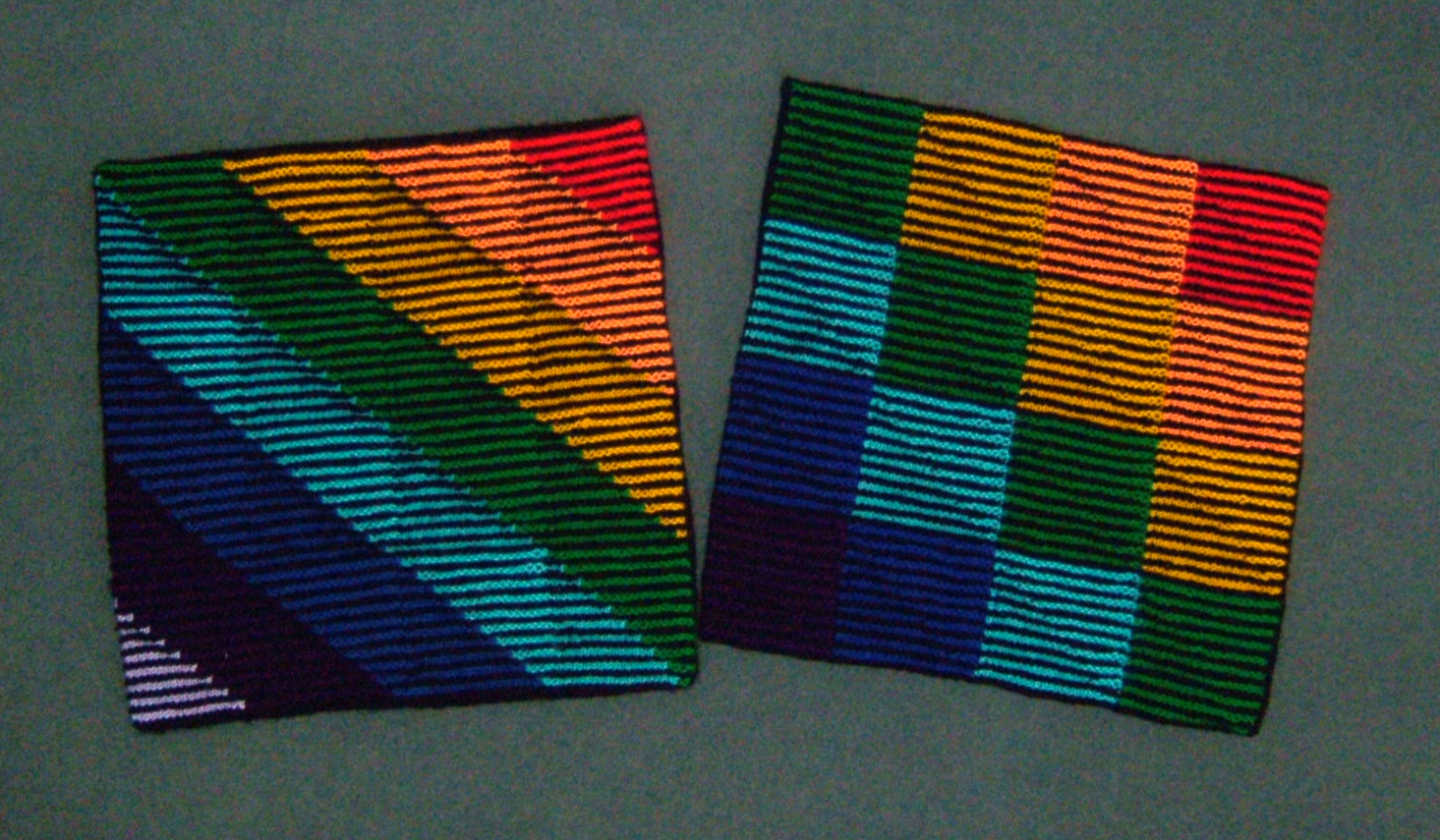
Polštáře z přímého pohledu

Stínové pletení je způsob zhotovení textilií, na kterých jsou při přímém pohledu viditelné úzké proužky a při postranním pohledu určitá vyobrazení. 
K pletení jsou vhodné tlustší příze z česané vlny. Materiál musí být ve dvou kontrastních barvách, z jedné barvy se tvoří líc a ze druhé rub pleteniny.

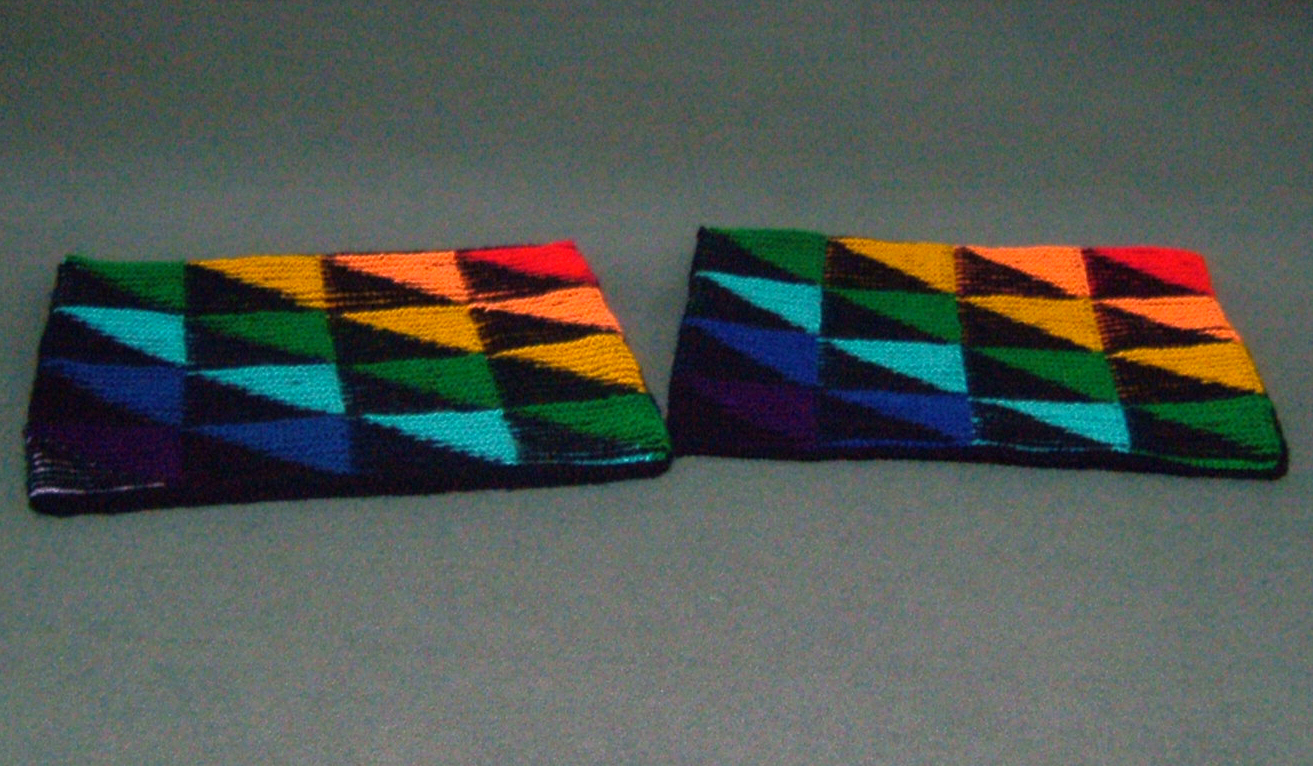
Stejné polštáře při pohledu ze strany

Vzor pleteniny se doporučuje zakreslit na čtverečkovaný papír, na kterém jsou např. hladce pletená očka bíle a obrace černě značeny. 
Pro složitější vzory je naprosto nutné zhotovit plán pletení ve formě diagramu. Sestavení diagramu je většinou časově velmi náročné, kompletní počítačový program pro některé vzory se nabízí na internetu i bezplatně. 
Stínové pletení se provozuje také jako umělecké řemeslo. Koncem 20. století se britští matematici manželé Pat Ashforth a Steve Plummer začali zabývat ručním pletením a háčkováním s použitím matematických metod. Od roku 2009 pak zaměřili svoji práci na vývoj stínového (neboli iluzorního) pletení. Zhotovili řadu jedinečných útvarů s použitím počítačových programů.  Později začali používat stínové pletení někteří umělci jako tvůrčí metodu. 
Asi v roce 2013 byl v Anglii vyvinut program k výrobě stínových úpletů na pletacím stroji. 

## Odkazy

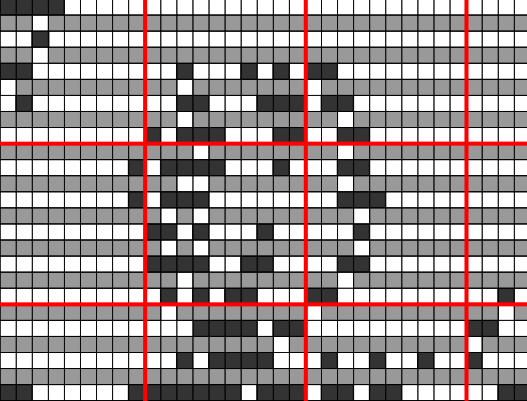
Detail vzornice ke stínovému pletení